# Fritz Rücker
Fritz Georg Rücker, född 1906, död 1979, var en österrikisk-svensk formgivare. 
Fritz Rücker kom till Sverige 1938 och började vid Ervaco i Stockholm där han blev ateljéchef. Han hade då tidigare arbetat vid Vacuum Oil i Wien och Prag efter utbildning i Wien. 
Koppartrans klassiska varumärke, det eldsprutande heraldiska djuret Koptra, ska ha skapats av Rücker. Han ska ha fått inspiration från det gamla Mobil-märket. Rücker skapade även logotyper för LKAB och Göteborgs hamn samt den välkända affischen för "Finlands sak är vår" i samband med finska Vinterkriget.